# السواد (أرحب)

تعديل مصدري - تعديل

السواد هي إحدى قرى عزلة شاكر بمديرية أرحب التابعة لمحافظة صنعاء، بلغ تعداد سكانها 796 نسمة حسب تعداد اليمن لعام 2004.